# Агент 117: Миссия в Рио
«Агент 117: Миссия в Рио» (фр. OSS 117: Rio ne répond plus) — французская приключенческая кинокомедия 2009 года, второй фильм о приключениях Агента 117.
Фильм блестяще продолжил приключения недотёпистого агента, образ агента раскрыт ещё больше, в частности, его «больные места», склонность несмешно шутить и чрезмерное самолюбие.
Во втором фильме Агента 117 снова сыграл Жан Дюжарден.

## Сюжет
Гштад. Альпы. В горном шале проходит вечеринка, где среди приглашенных множество красивых девушек и один-единственный джентльмен. Музыка, танцы и шампанское. Но неожиданно в шале врывается банда китайцев, желающих убить джентльмена. Но это не так просто сделать, так как хозяин вечеринки спецагент 117. Прошло 12 лет после событий, произошедших в Каире.
Юбер Бониссёр де ля Бат, он же Агент 117, отправляется в Рио-де-Жанейро с новым заданием. Ему нужно достать для государства очень важный микрофильм; самое трудное заключается в том, что он находится в организме у высокопоставленного лица. Какого? Никто не знает…
Юбер решает раскрыть это дело. Ему дают кодовое имя — Ноэль Флантье. Так он представляется сначала одной сексуальной даме по имени Карлотта, потом своей новой сотруднице — Долорес Кулешовой, полковнику израильской армии, достаточно обворожительной. Агент 117 попытается сообщить Долорес, чтобы она не влюблялась в него, но Долорес его конкретно отшила, заметив, что он туп, а она принципиальна, и Ноэль (Юбер) ей не нравится.
Долорес сообщила, что выполнить миссию с микроплёнкой им поможет Генрих фон Зиммель, сын предводителя нацистов, который собирается создать «Пятый Рейх». Но окажется, что сам Генрих — хиппи и не любит дело отца. Ноэль верит ему, и они втроём пытаются добраться до отца Генриха и разузнать, где находится микрофильм.
Сначала Ноэль спит с хиппи (потом окажется, что это была бисексуальная групповуха), потом он летит на самолёте вместе с Долорес и Генрихом, но самолёт терпит аварию в ходе очередной попытки китайцев ликвидировать агента 117 и им приходится высадиться на острове, добираясь дальше пешком.
Ноэль пытается замаскироваться под австрийца, надев костюм австрийского егеря, сшитый наподобие костюма Робин Гуда. А Долорес надевает костюм горничной. Что до Генриха, то он одевается в костюм гауптштурмфюрера СС.
Далее происходит развязка: окажется, что нацисты знают Ноэля Флантье как Агента 117, и даже знают, как зовут его на самом деле. Ноэль пытается воодушевить нацистов речью, чтобы сделать Пятый Рейх — Рейхом Любви. Но это лишь рассмешило нацистов. Так Ноэль попадает в плен к Фон Зиммелю. И тут оказывается, что сын его Генрих — на самом деле Фридрих — тоже нацист.
Штандартенфюрер фон Зиммель открывает Ноэлю страшную тайну: несколько лет назад он вставил в грудь Ноэля очень важный микрофильм — тот самый, за которым он охотился! Но он забыл это, потому что Зиммель дал ему сыворотку, лишающую памяти. Так фон Зиммель извлекает из груди Ноэля фильм и пытается убежать со своей подружкой Карлоттой, с которой спал когда-то Ноэль; оказалось, она тоже нацистка и тоже знает, кто он такой!
Возникает перестрелка между Ноэлем и нацистами, в результате чего он случайно убивает Фридриха. Нацисты гибнут один за другим под пулями агента 117, но фон Зиммелю и Карлотте удается скрыться. Тут на пути главного героя оказывается нацист-рестлер, с которым Ноэль разбирается строго по правилам реслинга, демонстрируя целую серию эффектных приемов. Ноэль снова гонится за Зиммелем, чтобы отобрать у него плёнку с фильмом. Баталия заканчивается тем, что Ноэль арестовывает Зиммеля, пытающегося сброситься со статуи Иисуса Христа.
В этом ему помогла Долорес. В конце Долорес наконец-то полюбит Ноэля и поцелует его под яркие салюты, прямо как в первом фильме.

## В ролях
- Жан Дюжарден — Ноэль Флантье / Юбер Бониссёр де ля Бат / Агент 117
- Луиз Моно — Долорес Кулешова
- Рюдигер Фоглер — Полковник фон Зиммель
- Алекс Лютц — Генрих / Фридрих фон Зиммель, сын полковника
- Рим Кериси — Карлотта
- Патрик Во — китайский пилот
- Чирилло Луна — хиппи с яблоком любви, с которым спал Агент 117